# Amorphoscelis abyssinica
Amorphoscelis abyssinica är en bönsyrseart som beskrevs av Giglio-tos 1913. Amorphoscelis abyssinica ingår i släktet Amorphoscelis och familjen Amorphoscelidae. Inga underarter finns listade i Catalogue of Life.